# Los elegidos (Nando López)
Los elegidos es una novela del escritor español Nando López en la que se aborda la represión contra las personas LGTBI+ en los años 1950 en España así como la lucha desde la cultura frente al franquismo que tuvo lugar entre los años 1954 y 1956. La crítica destacó la solidez de sus personajes, el rigor de su escritura, la valentía de su propuesta y la capacidad para remover e interpelar al lector, así como su homenaje al modo en el que la ficción y la cultura sirvieron de herramienta antifranquista a mediados de los años cincuenta en España.

## Sinopsis
Asun y Santos se conocen una noche de enero de 1950 en un tablao en el que ella trabaja cantando coplas. De ese encuentro nace una relación que pronto los convertirá en matrimonio. Santos es un joven bibliotecario del Ateneo de Madrid y dirige un grupo de teatro en la universidad; ella deja los escenarios para dedicarse a la casa y a atender a los jóvenes estudiantes a quienes tienen alquilada una habitación. Tras esa fachada de pareja convencional se esconde una realidad distinta: Santos se casó con Asun para aparentar ser un «hombre de bien»; porque nadie puede saber la verdad.
La llegada de dos nuevos inquilinos, Miguel y Alonso, y los ensayos de una obra de teatro que Santos estrenará en el marco del Primer Congreso Universitario de Escritores Jóvenes, organizado por gente afín al clandestino Partido Comunista, provocarán una revolución en la vida de la pareja que lo cambiará todo y que coincidirá, además, con la reforma del artículo 6º de la Ley de vagos y maleantes, por el que convertía a los homosexuales en criminales y se les condenaba a penas como el encierro en campos de concentración como el de Tefía, otro de los espacios protagonistas en esta novela que transcurre entre Madrid, Salamanca, Santander y Fuerteventura.